# Arnaud Rousseau
Pour les articles homonymes, voir Rousseau.
Arnaud Rousseau, né le 15 janvier 1974 à Meaux, est un exploitant agricole céréalier, syndicaliste agricole, homme d’affaires et politique français.
Chef d’une exploitation céréalière de plus de 700 hectares en Seine-et-Marne, il dirige de 2017 à 2023 la Fédération française des producteurs d'oléagineux et de protéagineux.
Depuis 2017 il est à la tête du conseil d'administration d'Avril, cinquiéème groupe agro-alimentaire de l'Hexagone.
Depuis avril 2023, il est président de la Fédération nationale des syndicats d'exploitants agricoles (FNSEA).

## Biographie
Après un cursus à l’European Business School Paris,, Arnaud Rousseau entame sa carrière dans le courtage et le négoce de matières premières agricoles, c’est-à-dire leur mise en vente sur les marchés financiers.
Il effectue son service militaire comme élève officier de réserve à Saumur et continue à faire ses périodes pendant une dizaine d'années avec le grade de capitaine,.

### Carrière dans l'agro-alimentaire
En 2002, il rejoint, aux côtés de son père, l’exploitation céréalière de Seine-et-Marne sur laquelle sont cultivés colza, tournesol, blé, betterave, maïs et légumes de plein champ,,. Il lui succède en 2012. Il exploite, avec sa femme et quatre salariés, une grande exploitation de près de 700 hectares,,.
Il travaille au service de l'agriculture, du secteur agroalimentaire et de l'agro-industrie,. Il est qualifié de « productiviste »,,, qualificatif qu'il rejette.
En février 2017, il est élu président de la Fédération française des producteurs d'oléagineux et de protéagineux (FOP) dont il est administrateur depuis 2005,. Il est également nommé président du conseil d’administration d’Avril, groupe industriel et financier de la filière française des huiles et protéines végétales, présent aussi dans les agrocarburants,. Il perçoit au titre de l'année 2022 un revenu annuel de 187 000 € brut pour cette activité, soit plus de 15 500 € mensuels,.
Il est par ailleurs directeur général de Biogaz du Multien, une entreprise de méthanisation, administrateur de Saipol, leader français de la transformation de graines en huile et président du conseil d’administration de Sofiprotéol, qui finance des crédits aux agriculteurs.
En juillet 2020, Arnaud Rousseau est élu premier vice-président de la Fédération nationale des syndicats d'exploitants agricoles (FNSEA). Il est également vice-président de la fédération départementale, la FDSEA de Seine-et-Marne, et de la chambre d’agriculture de Seine-et-Marne.
À la FNSEA, Arnaud Rousseau conserve le statu quo lorsqu'il est chargé des négociations sur la répartition des fonds européens de la politique agricole commune (PAC) 2023-2027,.
En 2021, il est élevé au rang de chevalier de l'ordre national du Mérite sur proposition de l'ancien ministre de l'Agriculture, Julien Denormandie,.
En avril 2023, — il est le seul candidat —, à la succession de Christiane Lambert à la tête de la FNSEA,,. Cette élection est accueillie avec scepticisme par les associations écologiques,,.

### Carrière politique
Depuis 2014, il est maire du village de Trocy-en-Multien en Seine-et-Marne. Son père et son arrière-grand-père l'ont précédé comme maire de la commune,. Il est également vice-président de la communauté de communes du Pays de l'Ourcq en charge de l'aménagement du territoire,.

## Mandats
Selon Splann !, Arnaud Rousseau cumule 22 mandats en 2024.

### Mandats électoraux
- Trocy-en-Multien : maire : 2014-2026
- Communauté de communes du Pays de l'Ourcq : vice-président : 2020-2026

### Mandats d'entreprises agricoles

#### Filiales du groupe Avril
- Avril Gestion : président depuis 2017,
- Avril pôle végétal : administrateur de 2016 à 2022,
- Saipol : administrateur depuis 2017,
- Sofiprotéol : président du conseil d'administration : depuis 2017, par ce mandat :
  - Groupama : membre du conseil d'administration,
  - Crédit mutuel : membre du conseil d'administration,
  - La Coopération agricole : membre du conseil d'administration,
  - Réussir : membre du conseil de surveillance

#### Autres mandats agricoles et énergétiques
- Groupement foncier agricole de la Tour : gérant et associé depuis 2002,
- Entreprise de travaux agricoles Rousseau : gérant depuis 2007,

- Spondeo, holding : gérant et associé depuis 2008
  - Société civile d'exploitation agricole (SCEA) du Haut Pays : gérant depuis 1990,
  - SCEA du Moulin à vent : associé depuis 2012,
  - SCEA Ferme Saint-Laurent : gérant depuis 2016,
  - SCEA de la Ferme du Ru, société d'énergie photovoltaïque : gérant depuis 2021,
- AGP, location de terrains et d'autres biens immobiliers : gérant depuis 2023.

- Biogaz Ar Multien : directeur général d'une société de méthanisation depuis 2018.

### Mandats syndicaux
- Fédération nationale des syndicats d'exploitants agricoles (FNSEA) : président depuis 2023,
- Fédération régionale des syndicats d'exploitants agricoles d'Ile-de-France (FRSEA Ile-de-France) : secrétaire général de 2013 à 2016,
- Fédération départementale des syndicats d'exploitants agricoles de Seine-et-Marne (FDSEA 77) : président de 2013 à 2017, vice-président depuis 2017,
- Fédération française des producteurs d'oléagineux et de protéagineux : président de 2017 à 2023, puis vice-président depuis 2023,
- Chambre d'agriculture d'Ile-de-France : vice-président : depuis 2019.

## Vie privée
Il est marié et père de trois enfants.
En 2010, Arnaud Rousseau est victime d’un grave accident en faisant une chute de près de 9 mètres dans le puits élévateur d'un silo à grain,.

## Positionnements

### Sur les OGM et les pesticides
Arnaud Rousseau a exprimé publiquement être en faveur des organismes génétiquement modifiés (OGM) à la réintroduction des semences enrobées de néonicotinoïdes et au maintien des pesticides,.

### Sur les mégabassines
Il est favorable à la création de nouvelles retenues de substitution d'eau.

### Sur l'élevage intensif
En juillet 2025, à la suite de la pétition contre la loi Duplomb ayant récolté plusieurs millions de signature, il affirme que « l’élevage intensif en France n’existe pas » malgré la présence dans l'Hexagone de 3010 fermes-usines, dont 1435 situées en Bretagne,.

## Polémiques

### Parcours professionnel
Sa prise de fonction à la tête du plus important syndicat agricole français, en 2023, ne fait pas l’unanimité auprès des agriculteurs, en raison notamment de son parcours de courtier, diplômé d'une école commerce et de la taille de son exploitation globale de 700 hectares, qui est sans commune mesure avec la surface standard.
Le média Correspondances Paysannes souligne ainsi qu'Arnaud Rousseau est un « vrai PDG » et un « faux paysan » qui a « plus d’heures au compteur sur le fauteuil en cuir de son bureau que sur le siège d’un tracteur »,. Plutôt que de le qualifier d'agriculteur, le quotidien économique Les Échos utilise les termes de « businessman farmer » ou d'« agrimanager ».

### Subventions publiques
Considéré comme un « poids lourd de l'agrobusiness » aux méthodes pas illégales, mais jouant avec les limites du système, il bénéficie notamment d'aides européennes de la politique agricole commune pour chacune de ses quatre exploitations.
En 2023 et 2024, Mediapart et Le Nouvel Obs dévoilent en effet comment Arnaud Rousseau a divisé son exploitation en plusieurs entités juridiques afin de contourner le système de contrôle de la Safer et de bénéficier d'aides publiques de l'Etat,. En 2021 et 2022, l'exploitant a bénéficié de 173 000 € et de 178 000 € de la PAC, soit près de six fois la moyenne des aides touchées par des exploitations dont la taille et similaire à la sienne,.